# 1914년 클레이턴 반독점법
1914년 클레이턴 반독점법(영어: Clayton Antitrust Act of 1914, Pub.L. 63–212, 38 Stat. 730, 1914년 10월 15일 제정, 15 U.S.C. §§ 12–27, 29 U.S.C. §§ 52–53에 성문화)은 미국의 반독점법 체제에 더 많은 내용을 추가하려는 목적으로 제정된 법률로, 클레이턴 법은 반경쟁적 관행을 초기에 방지하고자 한다.
이 체제는 소비자에게 해로운 관행(독점, 담합, 트러스트)을 불법화한 최초의 연방 법률인 1890년 셔먼 반독점법으로 시작되었다. 클레이턴 법은 특별히 금지된 행위, 3단계 집행 계획, 면제 조항, 구제 조치를 명시했다. 셔먼 법과 마찬가지로 클레이턴 법의 많은 내용은 미국 법원, 특히 대법원에 의해 발전되고 활성화되었다.

## 배경
1890년 셔먼 반독점법 이후, 미국 법원은 담합에 대한 법률이 노동조합에도 적용된다고 해석했다. 이는 고용주에 대항하여 동등한 교섭력을 균형 맞추기 위해 조직할 필요가 있었던 노동자들에게 문제를 야기했다. 셔먼 법은 또한 미국 역사상 가장 큰 합병의 물결을 일으켰는데, 이는 기업들이 담합을 만드는 대신 단순히 단일 코퍼레이션으로 합병하여 담합이 가져올 수 있는 모든 시장력의 이점을 얻을 수 있다는 것을 깨달았기 때문이다. 태프트 행정부 말기와 우드로 윌슨 행정부 초기에 Commission on Industrial Relations가 설립되었다. 이 위원회의 회의 과정에서, 그리고 1914년 10월 23일 첫 보고서를 앞두고, 앨라배마주 민주당 소속인 헨리 드 라마 클레이턴 주니어가 미국 하원에 법안을 제출했다. 클레이턴 법은 1914년 6월 5일 찬성 277대 반대 54로 통과되었다. 상원은 1914년 9월 2일 찬성 46대 반대 16으로 자체 버전을 통과시켰지만, 법의 최종 버전(상원과 하원 간의 협의 후 작성)은 상원에서 10월 6일, 하원에서 10월 8일에야 통과되었다.

## 내용
클레이턴법은 연방 반독점법에 실질적 및 절차적 수정을 가했다. 실질적으로 이 법은 경쟁 시장의 최선의 이익에 부합하지 않는다고 간주되는 특정 유형의 행위를 금지함으로써 반경쟁적 관행을 초기에 포착하고자 한다. 이 법안에는 1890년 셔먼 반독점법을 보완하는 방식으로 반독점법에 실질적인 변화를 제안하는 4개의 조항이 있다. 이 조항들에서 이 법은 경제 무역 및 사업의 다음 네 가지 원칙을 철저히 논의한다.
- 그러한 차별이 경쟁을 실질적으로 감소시키거나 어떤 상업 분야에서 독점을 형성하는 경향이 있는 경우, 다른 구매자 간의 가격 차별(법 제2조, 15 U.S.C. § 13에 성문화);
- (A) 구매자 또는 임차인이 판매자 또는 임대인의 경쟁자와 거래하지 않는 조건("독점 거래") 또는 (B) 구매자가 다른 제품도 구매하는 조건("끼워팔기")으로 판매하지만, 이러한 행위가 경쟁을 실질적으로 감소시키는 경우에만 해당됨(법 제3조, 15 U.S.C. § 14에 성문화);
- 효과가 경쟁을 실질적으로 감소시킬 수 있는 합병 및 인수(법 제7조, 15 U.S.C. § 18에 성문화) 또는 의결권 있는 증권 및 자산 기준이 충족되는 경우(법 제7a조, 15 U.S.C. § 18a에 성문화);
- 합병 시 반독점 기준을 위반할 경우, 어떤 사람이 두 개 이상의 경쟁 기업의 이사가 되는 것을 금지함(법 제8조; 15 U.S.C. § 19에 1200으로 성문화).

### 다른 법률과의 비교
일방적인 가격 차별은 "합의된 활동"(합의)에만 적용되는 셔먼 법 제1조의 범위를 분명히 벗어난다. 독점 거래, 끼워팔기, 합병은 모두 합의이며, 이론적으로 셔먼 법 제1조의 범위 내에 있다. 마찬가지로 독점을 초래하는 합병은 셔먼 법 제2조에 따라 조치될 수 있다.
클레이턴 법 제7조는 위반이 발생하기 전에 합병이 독점이 될 것을 요구하지 않으므로, 셔먼 법 제2조보다 합병에 대한 더 큰 규제를 허용한다. 이 조항은 연방거래위원회와 법무부가 모든 합병을 규제할 수 있도록 하며, 정부가 합병 승인 여부를 재량으로 결정할 수 있도록 한다. 정부는 오늘날에도 일반적으로 이 권한을 행사한다. 정부는 합병이 추정상 반경쟁적인지 여부를 판단하기 위해 시장 집중도에 대한 허핀달-허쉬만 지수(HHI) 테스트를 자주 사용한다. 특정 합병의 HHI 수준이 특정 수준을 초과하면 정부는 해당 합병이 경쟁에 미칠 가능성 있는 영향을 판단하기 위해 추가 조사를 실시한다.

### 제7조
제7조는 클레이턴 법의 특정하고 중요한 개념을 상세히 설명한다. "지주회사"는 "주요 목적이 다른 회사의 주식을 보유하는 회사"로 정의되며, 정부는 이를 "독점을 촉진하는 일반적이고 선호되는 방법"이자 '옛날 방식'의 신탁의 단순한 법인 형태로 보았다. 제7조는 경쟁을 실질적으로 감소시키거나 독점을 형성하는 경향이 있을 수 있는 인수를 금지한다.
고려해야 할 또 다른 중요한 요소는 1950년 의회에서 클레이턴 법 제7조에 통과된 개정안이다. 합병 및 인수에 대한 미국 정부의 이러한 원래 입장은 1950년 셀러-케포버 개정안에 의해 강화되어, 자산 인수뿐만 아니라 주식 인수도 포함하게 되었다.

### 사전 합병 신고
제7a조(15 U.S.C. § 18a)는 기업이 특정 기준을 충족하거나 초과하는 예상 합병 및 인수를 연방거래위원회와 미국 법무부 반독점국의 법무부 차관보에게 통보하도록 요구한다. 하트 스콧 로디노 반독점증진법에 따라, 제7A(a)(2)조는 연방거래위원회가 국민 총생산 변화에 따라 제8(a)(5)조에 따라 매년 해당 기준을 개정하고 연방 관보에 게시된 후 30일 후에 효력이 발생하도록 요구한다. (예: 틀:USFedReg 및 16 CFR 801 참조.)

### 제8조
법 제8조는 특정 기준값이 충족될 경우 한 사람이 두 개 이상의 법인의 이사로 재직하는 것을 금지하며, 이 기준값은 하트 스콧 로디노 반독점증진법에 따라 연방거래위원회의 규정으로 설정되어야 하고 국민 총생산의 변화에 따라 매년 개정되어야 한다. (예: 틀:USFedReg 참조.)

### 기타
이 법은 독점 거래 및 끼워팔기 계약을 특별히 지목하기 때문에, 이러한 계약이 강화된 조사를 받거나 심지어 그 자체로 불법이 될 것이라고 가정할 수 있다. 이는 제퍼슨 패리시 병원 지구 2호 대 하이드 사건의 권한 하에 끼워팔기에 대해서는 여전히 유효하다. 그러나 독점 거래가 클레이턴-3(또는 셔먼-1)에 따라 이의 제기될 때, 이들은 합리의 원칙에 따라 처리된다. '합리의 원칙' 하에서는 피고가 상당한 경제적 해악을 가하고 있음을 법원에 입증할 때에만 해당 행위가 불법이며 원고가 승소할 수 있다.

## 면제 조항
클레이턴 법과 그 이전의 셔먼 법의 중요한 차이점은 클레이턴 법에 노동조합 활동에 대한 안전 지대가 포함되어 있다는 점이다. 법 제6조(15 U.S.C. § 17에 성문화)는 노동조합 및 농업 단체를 면제하며, "인간의 노동은 상품이나 상업의 물품이 아니며, 노동 단체가 그들의 정당한 목적을 수행할 수 있도록 허용한다"고 명시한다. 따라서 보이콧, 평화로운 파업, 평화로운 피켓팅, 단체교섭은 이 법률의 규제를 받지 않는다. 가처분은 재산 피해가 위협받을 때에만 노동 분쟁을 해결하는 데 사용될 수 있었다. AFL은 법 제6조를 강력히 지지했으며, AFL 회장인 사무엘 곰퍼스는 이 법을 "노동의 마그나 카르타" 또는 "권리 장전"이라고 묘사했다.
대법원은 1922년 Federal Baseball Club v. National League 사건에서 메이저 리그 베이스볼이 "주간 상업"이 아니므로 연방 반독점법의 적용을 받지 않는다고 판결했다.

## 집행
절차적으로, 이 법은 법 위반으로 피해를 입은 사적 당사자에게 제4조에 따라 3배 손해배상 소송을 제기하고 제16조에 따라 금지 명령 구제를 청구할 권한을 부여한다. 대법원은 분할이 제16조에 의해 승인된 "금지 명령 구제"의 한 형태라고 판결했다.
클레이턴 법에 따라 민사 소송만 법원에 제기될 수 있었고, "반독점법에서 금지된 모든 것에 의해 발생한 실제 손해의 3배에 해당하는 소송을 연방 법원에서 제기할 수 있도록 허용한다"는 조항에는 소송 비용과 변호사 수수료가 포함된다.
이 법은 윌슨 대통령 재임 기간 동안 연방거래위원회 법에 의해 창설되고 권한이 부여된 연방거래위원회와 미국 법무부 반독점국에 의해 집행된다.

## 같이 보기
- 셀러-케포버법
- 하트 스콧 로디노 반독점증진법
- 2006년 인터넷 자유 및 비차별법
- 로빈슨-파트만법
- 셔먼 반독점법
- United States v. Continental Can Co.

## 더 읽어보기
- Louis B. Boudin, "Organized Labor and the Clayton Act: Part I," Virginia Law Review, vol. 29, no. 3 (Dec. 1942), pp. 272–315. In JSTOR
- Louis B. Boudin, "Organized Labor and the Clayton Act: Part II," Virginia Law Review, vol. 29, no. 4 (Jan. 1943), pp. 395–439. In JSTOR